# Державний кордон Еритреї

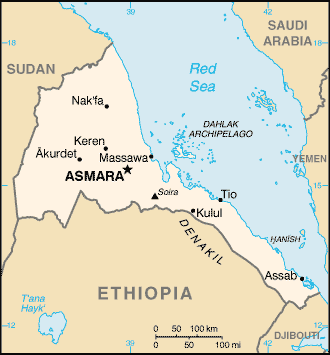
Карта Еритреї

Державний кордон Еритреї — державний кордон, лінія на поверхні Землі та вертикальна поверхня, що проходить по цій лінії, що визначають межі державного суверенітету Еритреї над власними територією, водами, природними ресурсами в них і повітряним простором над ними.

## Сухопутний кордон
Загальна довжина кордону — 1840 км. Еритрея межує з 3 державами. Уся територія країни суцільна, тобто анклавів чи ексклавів не існує.
Ділянки державного кордону
| Держава | Ділянка        | Довжина (км) | Прикордонні регіони | Примітки |
| ------- | -------------- | ------------ | ------------------- | -------- |
| Джибуті | південний схід | 125          |                     |          |
| Ефіопія | південь        | 1033         |                     |          |
| Судан   | захід          | 682          |                     |          |

## Морські кордони
Еритрея на сході омивається водами Червоного моря Індійського океану. Загальна довжина морського узбережжя 1151 км, разом із узбережжям островів — 2234 км. Згідно з Конвенцією Організації Об'єднаних Націй з морського права (UNCLOS) 1982 року, протяжність територіальних вод країни встановлено в 12 морських миль (22,2 км).